# Нола (Центральноафриканська Республіка)
Нола — місто в Центральноафриканській Республіці. Є адміністративним центром префектури Санга-Мбаере. Населення — 31 204 осіб (2010).

## Географія

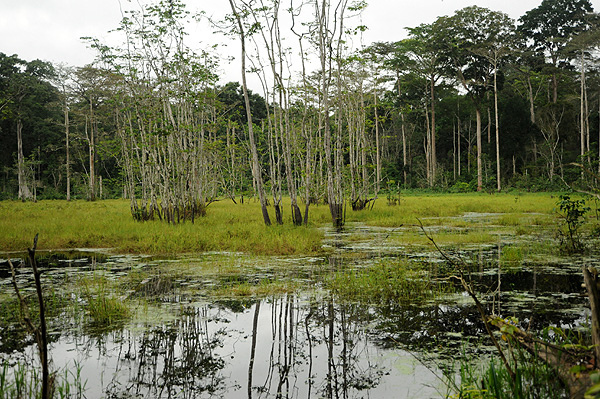
Біля річки Санга

Місто розташоване на південному заході країни, неподалік від кордону з Камеруном та Республікою Конґо. Нола знаходиться на північній окраїні зони вологих тропічних лісів.

### Клімат
Місто знаходиться у зоні, котра характеризується кліматом тропічних саван. Найтепліший місяць — березень із середньою температурою 25.8 °C (78.4 °F). Найхолодніший місяць — серпень, із середньою температурою 23.7 °С (74.7 °F).
| Клімат Ноли             | Клімат Ноли | Клімат Ноли | Клімат Ноли | Клімат Ноли | Клімат Ноли | Клімат Ноли | Клімат Ноли | Клімат Ноли | Клімат Ноли | Клімат Ноли | Клімат Ноли | Клімат Ноли | Клімат Ноли |
| Показник                | Січ.        | Лют.        | Бер.        | Квіт.       | Трав.       | Черв.       | Лип.        | Серп.       | Вер.        | Жовт.       | Лист.       | Груд.       | Рік         |
| Середня температура, °C | 24,3        | 25,6        | 25,8        | 25,6        | 25,3        | 24,3        | 23,8        | 23,7        | 24          | 24,1        | 24,5        | 24          | 24,6        |
| Норма опадів, мм        | 24.2        | 44          | 105.6       | 136.1       | 166.1       | 159         | 150.2       | 194.5       | 236.7       | 230.4       | 97.8        | 33.3        | 1577.9      |
| Днів з опадами          | 2,9         | 5,4         | 9,8         | 11,5        | 14,2        | 11,7        | 10,6        | 13,4        | 16,8        | 19,3        | 11,2        | 4,2         | 131         |
| Вологість повітря, %    | 71.3        | 66.8        | 71.4        | 74.2        | 79.2        | 82.6        | 86.4        | 83.4        | 80.4        | 79          | 77.1        | 74          | 77.2        |
| ----------------------- | ----------- | ----------- | ----------- | ----------- | ----------- | ----------- | ----------- | ----------- | ----------- | ----------- | ----------- | ----------- | ----------- |
| Джерело: Weatherbase    |             |             |             |             |             |             |             |             |             |             |             |             |             |

## Населення
Населення міста дуже швидко зростає; з 1988 року до 2010 воно зросло у 2,13 раза.
| Рік  | Населення |
| ---- | --------- |
| 1988 | 14 607    |
| 2003 | 25 187    |
| 2010 | 31 204    |